# Estaçao Bío-Bío
A Estação Bío-Bío é uma das estações do Metrô de Santiago, situada em Santiago, entre a Estação Franklin e a Estação Ñuble. Faz parte da Linha 6.
Foi inaugurada em 2 de novembro de 2017. Localiza-se no cruzamento da Avenida Isabel Riquelme com a Pintor Cicarelli. Atende a comuna de San Miguel, San Joaquín e Santiago.
Espera-se que até 2030 esta estação seja uma futura combinação com a Linha 9.